# Gymnopédies
Cet article concerne les fêtes religieuses antiques. Pour l'œuvre d'Erik Satie, voir Gymnopédies (Satie).
Les Gymnopédies (en grec ancien Γυμνοπαιδία / Gumnopaidía) étaient des festivités religieuses tenues à Sparte, au cours de l'été.

## Étymologie
Le nom « gymnopédies » est composé à partir de γυμνός / gumnós, « nu, sans vêtement, sans armes », mais le second terme est sujet à débat : il pourrait venir de παίζω / paízô, « danser » et signifierait alors « danse sans armes », ou alors de παῖς / paĩs, « enfant ». Le nom pourrait également dériver de γυμνοπαιδική / gumnopaidikế, « la danse des enfants nus », qui forme le cœur des festivités.

## Origine
Selon la tradition, les Gymnopédies se déroulent pour la première fois en 668 av. J.-C., c'est-à-dire l'année qui suit la bataille d'Hysiai qui voit Sparte perdre la Thyréatide contre les Argiens. Selon l'interprétation de Wade-Gery, elles sont donc probablement instituées pour renforcer le moral spartiate, pour apaiser par superstition les dieux et éviter une nouvelle défaite telle qu'Hysiai.

## Déroulement
Les Gymnopédies consistent essentiellement en des danses et des exercices accomplis par les jeunes Spartiates, dont notamment l'exécution de la Pyrrhique. La fête se déroule dans le théâtre qui se trouve à l'est de l'agora,. En allusion à cette fête, l'agora comprend des statues représentant Apollon Pythien, Artémis et leur mère Léto, placées dans un endroit appelé « le chœur », allusion aux équipes de danse. En effet, chaque jour, une équipe de garçons se produit tôt le matin, et une équipe d'hommes l'après-midi. Ces équipes correspondent probablement aux obai, l'une des subdivisions de la société spartiate ; comme celles-ci sont au nombre de cinq, on peut en déduire que la fête dure cinq jours. L'assistance comprend les autres Lacédémoniens, les étrangers et les Hilotes. Les célibataires âgés (de plus de 30 ans) sont en revanche exclus de l'assistance. Selon l'érudit Sosibios, le chef de chaque équipe porte une couronne de fleurs, également appelée « couronne thyréatique », en mémoire de la victoire spartiate contre les Argiens à Thyréa, plus connue sous le nom de « bataille des Champions » (545 av. J.-C.).
En 417 av. J.-C., le parti démocratique d'Argos attend la célébration des Gymnopédies pour attaquer les oligarques soutenus par Sparte, car ils savent que les Lacédémoniens n'interviendront pas par superstition et préfèreront poursuivre leurs festivités.
Xénophon rapporte que l'annonce de la bataille de Leuctres (371) arriva le dernier jour des Gymnopédies ; les éphores ordonnèrent la poursuite des festivités et attendirent la fin pour annoncer la liste des morts.
Ces événements démontrent la grande piété de Sparte, qui fait toujours passer ses pratiques religieuses avant toute autre préoccupation.
Les Gymnopédies sont encore célébrées à l'époque de Lucien de Samosate, au IIe siècle apr. J.-C.

## Datation
Elles ont lieu en été. Le Spartiate Mégillos, dans Les Lois de Platon, les appelle un « redoutable endurcissement (…), de redoutables exercices d'endurance où il faut résister à la violence de la canicule. ». Bernard Sergent estime que les Gymnopédies précédaient de près la fête des Karneia. L'historien N. Richer émet l'hypothèse qu'elles « se seraient achevées à la pleine lune la plus proche de la date d'observation effective du lever héliaque de Sirius en Laconie », c'est-à-dire une date indépendante de celle des Karneia.